# Anoplohydrus aemulans
Genre
Espèce
Statut de conservation UICN

 DD  : Données insuffisantes
Anoplohydrus aemulans, unique représentant du genre Anoplohydrus, est une espèce de serpents de la famille des Natricidae.

## Répartition
Cette espèce est endémique de Sumatra en Indonésie.

## Description
L'holotype de Anoplohydrus aemulans, un mâle, mesure 430 mm dont 56 mm pour la queue.

## Publication originale
- Werner, 1909 : Über neue oder seltene Reptilien des Naturhistorischen Museums in Hamburg. Jahrbuch der hamburgischen Wissenschaftlichen Anstalten, vol. 26, p. 205-247 (texte intégral).